# Callyspongia subarmigera
Callyspongia subarmigera är en svampdjursart som först beskrevs av Ridley 1884.  Callyspongia subarmigera ingår i släktet Callyspongia och familjen Callyspongiidae. Inga underarter finns listade i Catalogue of Life.